# Paraphillipsia
Paraphillipsia —  род трилобитов отряда Proetida, характерный для нижней-средней перми Евразии.

## Описание
Небольшие трилобиты. Цефалон округлый, вытянут в ширину, закруглен на щечных углах. Глабель крупная, длинная, куммингеллидной формы, вздутая, упирается в краевую кайму. Базальные лопасти хорошо выраженные, отделенные бороздами S1. Борозды S2—S4 присутствуют. Глаза большие, бобовидной формы. Лицевые швы проходят близко к глабели. Торакс состоит из 9 сегментов. Пигидий полукруглый, вытянут в ширину. Рахис очень широкий, выпуклый, состоит из 9—12 колец. Боковые лопасти выпуклые, несут 5—7 пар плевральных ребер. Краевая борозда отсутствует.

## Типовой вид
Paraphillipsia karpinskyi Tumanskaya, 1935; средняя пермь, роудский ярус; Россия, Крым, окр. Симферополя, правый берег р. Салгир.

## Виды
Около 10 видов:
- Paraphillipsia baltensis Tumanskaya, 1935[3]
- Paraphillipsia bashkirica (Konstantinenko, 1979)[4]
- Paraphillipsia karpinskyi Tumanskaya, 1935[3]
- Paraphillipsia levigata Kobayashi et Hamada, 1980[2]
- Paraphillipsia pahara Weller, 1935[5]
- Paraphillipsia sinensis Zhou, 1987[6]
- Paraphillipsia taurica Tumanskaya, 1935[3][7]
- Paraphillipsia tschernyschewi (Netschaew, 1932)[8]
- Paraphillipsia uruschtensis Mychko, 2017 nom. nud.[2]
- Paraphillipsia vnweberi Tumanskaya, 1935[3][7].